# Йохан I фон Франкенщайн
Йохан I фон и цу Франкенщайн (на немски: Johann I von und zu Frankenstein; * пр. 1363; † 29 септември 1401) е господар на Франкенщайн в Оденвалд.
Той е син на Конрад II фон Франкенщайн († сл. 1366) и първата му съпруга Елизабет фон Динхайм († пр. 1340), дъщеря на Виганд фон Динхайм и Елизабет де Ст. Албан. Баща му Конрад II фон Франкенщайн се жени втори път за Магдалена фон Ербах-Ербах († сл. 1366), дъщеря на шенк Конрад III фон Ербах-Ербах.
Брат е на Конрад III († сл. 1397) и на Елизабет фон Франкенщайн († 1344), омъжена за Зифрид фон Щраленберг († сл. 1368).

## Фамилия
Йохан I фон Франкенщайн се жени за Анна Кемерер. Те имат шест деца:
- Йоханес фон и цу Франкенщайн († сл.1444)
- Еркингер фон и цу Франкенщайн († 31 януари 1444)
- Филип II фон и цу Франкенщайн († сл. 1448), женен за Елизабет Рюд фон Коленберг
- Анна фон и цу Франкенщайн († сл. 1410), омъжена за Албрехт II фон Хиршхорн, бургграф на Щаркенбург († 17 юли 1400), син на рицар Енгелхард II фон Хиршхорн († 1387) и шенка Маргарета фон Ербах († 1381/1383)
- Юлиана фон и цу Франкенщайн († сл. 1429)
- Катарина фон Франкенщайн († сл. 1429)